# Elsa von Freytag-Loringhoven
Pour les articles homonymes, voir Freytag et Freytag-Loringhoven.
Elsa von Freytag-Loringhoven, née Elsa Hildegard Plötz le 12 juillet 1874 à Swinemünde (province de Poméranie, Empire allemand) et morte le 14 décembre 1927 à Paris 13e, est une sculptrice et une égérie du mouvement dada de New York, surnommée « Dada Baroness ».

## Biographie
À dix-huit ans, Elsa Plötz s'enfuit de chez elle, quittant une mère croyante et un père abusif. Elle s'installe à Berlin chez sa tante. Elle travaille comme choriste et étudie le théâtre et l'art.
Après deux mariages ratés, elle épouse, à New York, en 1913, le baron Leopold von Freytag-Loringhoven. En 1914, il quitte les États-Unis pour rentrer en Allemagne. Mais son bateau est intercepté par les Français. Il passe quatre années en prison avant de se suicider.
Sans ressource, Elsa von Freytag-Loringhoven devient cependant l'attraction de Greenwich Village par son accoutrement fait de "vêtements artistiques farfelus" : corbeille à papier ou seau à charbon comme chapeau, objets trouvés ou volés décorant ses robes. Elle est souvent arrêtée pour avoir tenté de se baigner dans des fontaines publiques. Elle se fait la réputation d'agresser sexuellement des écrivains. Elle aime se pavaner le crâne rasé dans les salons ouverts aux avant-gardes, en particulier celui des Arensberg.
Les dadaïstes de New York commencent à s'intéresser à elle.
« J'aime la façon dont on a fait la découverte qu'elle a été, inconsciemment, une dadaïste. », écrit le poète Hart Crane dans "New York Dada", et "The Little review" proclame en 1920 que « Paris a Dada depuis cinq ans, et nous avons Elsa von Freytag-Loringhoven depuis presque deux ans. Mais les grands esprits se rencontrent... »
Elle est la vedette d'un film qu'elle a réalisé avec Man Ray et avec  Marcel Duchamp à la caméra intitulé La baronne rase ses poils pubiens.
À cause de son caractère fantasque, on a longtemps attribué au seul Morton Schamberg la sculpture réalisée en commun God (sculpture) (en), un tuyau de plomb sur un morceau de bois (1915).
Une autre de ses sculptures, Limbswish (1918), est un ornement construit à partir d'un ressort en métal et d'un grand gland de rideau destiné à être suspendu à la hanche.
De retour à Paris vers 1920, elle rencontre la romancière américaine Djuna Barnes, avec qui elle entame une relation intense. Elles entretiennent une importante correspondance après son départ à Berlin. Depuis Paris, Barnes soutiendra la baronne, avec de l'argent, des vêtements, mais aussi revues. Elle recueillit également les poèmes et les lettres de la baronne, en effet von Freytag-Loringhoven a pour projet de réunir et publier ses poésies en un recueil,  « La baronne proposa un mariage érotique dont l'enfant amoureux serait leur livre.».
Elle retourne en Allemagne en 1923. Elle habite une maison de charité, vend des journaux et, en proie à des pulsions suicidaires, elle est internée dans une clinique psychiatrique.
Au printemps 1926, ayant obtenu un visa pour Paris, elle crée une agence de mannequins que les autorités d'immigration françaises fermeront.
Elle meurt dans son appartement, intoxiquée par le gaz resté ouvert toute la nuit.

## La controverse de l’œuvreFountain(1917)
Certaines sources tendent à démontrer que la baronne serait l'auteure de l'œuvre d'art Fountain, attribuée à Marcel Duchamp,.

Duchamp a toujours maintenu qu'il avait acheté l'urinoir du magasin J. L. Mott à New-York. Or, ce magasin ne vendait pas ce modèle particulier d'urinoir. En outre, le 11 avril 1917, soit deux jours après le rejet de l’œuvre, Duchamp écrivit à sa sœur Suzanne Duchamp, à l'époque infirmière de guerre à Paris, que l'une de ses amies avait envoyé un urinoir en guise de sculpture et sous le nom de R. Mutt:  
Raconte ce détail à la famille : les indépendants sont ouverts ici avec gros succès. Une de mes amies sous un pseudonyme masculin, Richard Mutt, avait envoyé une pissotière en porcelaine comme sculpture. Ce n’était pas du tout indécent, aucune raison pour la refuser. Le comité a décidé de refuser d’exposer cette chose. J’ai donné ma démission et c’est un potin qui aura sa valeur dans New York. J’avais envie de faire une exposition spéciale des refusés aux Indépendants. Mais ce serait un pléonasme ! Et la pissotière aurait été « lonely ». à bientôt affect. Marcel
Marcel Duchamp n'avait aucune raison de faire référence à une "amie" s'il avait été l'auteur de l'œuvre. Par ailleurs, le fait que Duchamp parle de sculpture est déjà en soi révélateur, puisque depuis 1913, Duchamp avait cessé de produire de l'art sous l'impulsion du travail de Raymond Roussel, mais produisait déjà des "readymade", destinés à être lus, et non pas vus.  Le contenu explosif de cette lettre ne fut rendu public qu'en 1983 lors de sa publication dans la revue Archives of American Art Journal.
Elsa von Freytag-Loringhoven aurait explosé de fureur lorsque les États-Unis déclarèrent la guerre à l'Allemagne, son pays natal. Sa cible de revanche aurait été la Société des Artistes Indépendants, dont les représentants l'avaient toujours considérée avec froideur. Julian Spalding et Glyn Thompson pensent qu'Elsa von Freytag-Loringhoven aurait soumis un urinoir mis à l'envers et signé de "R. Mutt" dans une écriture que l'artiste utilisait souvent pour ses poèmes.
La signature "R. Mutt" aurait alors été pour l'artiste un jeu de mots : en allemand, ce nom pouvait se lire comme le terme Armut, "pauvreté", ou "pauvreté intellectuelle" dans certains contextes. La soumission d'Elsa von Freytag-Loringhoven fut donc une double attaque : d'un côté elle démontrait l'incapacité de la Société des artistes indépendants à distinguer un objet quotidien d'une œuvre d'art s'ils acceptaient l’œuvre, mais d'un autre côté, s'ils la refusaient, ils reniaient leur définition de l'art qui, selon eux, devait être laissée à l'appréciation de l'artiste.

## Poésie
Elle écrit à partir de 1918 dans la revue américaine The Little Review. Son travail y est présenté aux côtés de chapitres de Ulysse de James Joyce. Jane Heap, la célèbre éditrice américaine, la considérait comme « la première dada américaine ».
La plupart de ses œuvres sont restées inédites jusqu'à la publication de Body Sweats: The Uncensored Writings of Elsa von Freytag-Loringhoven, premier grand recueil anglais de ses poèmes, publié à titre posthume en 2011 par MIT Press, édité par la biographe d'Elsa von Freytag-Loringhoven Irene Gammel et la poétesse et professeure canadienne Suzanne Zelazo.
Ses papiers personnels ont été conservés après sa mort par son éditrice, agent littéraire, collaboratrice artistique et amante Djuna Barnes. Cette collection répond au désir de la baronne de voir sa poésie publiée dans un livre, un projet qu'elle a commencé avec Barnes mais jamais réalisé de son vivant.
La bibliothèque de l'université du Maryland acquiert cette collection en même temps que les archives de Barnes en 1973 et les a ensuite séparé pour créer un fonds spécifique. La collection contient des correspondances, des poèmes visuels et d'autres œuvres artistiques et littéraires de l'artiste. L'université du Maryland possède également de vastes archives numériques de ses manuscrits.

### Ouvrages d'Elsa von Freytag-Loringhoven
- (en) Elsa von Freytag-Loringhoven, Irene Gammel (ed.) et Suzanne Zelazo (ed.), Body Sweats : The Uncensored Writings of Elsa von Freytag-Loringhoven, MIT Press, 2011, 440 p. (ISBN 978-0-262-01622-3).

### Ouvrages sur Elsa von Freytag-Loringhoven
- (en) Irene Gammel, Baroness Elsa : Gender, Dada, and Everyday Modernity, MIT Press, 2002, 561 p. (ISBN 9780262529754).
- Laurent Le Bon (dir.), Dada (catalogue de l'exposition présentée au Centre Pompidou du 5 octobre 2005 au 9 janvier 2006), Paris, éditions du Centre Pompidou, 2005, 1200 p. (ISBN 978-2844262776), p. 438–439.
- (en) James M. Harding, Cutting Performances : Collage Events, Feminist Artists, and the American Avant-Garde, The University of Michigan Press, 2010, 248 p. (ISBN 978-0-472-03520-5, DOI 10.3998/mpub.359575), p. 40.
- Siri Hustvedt (trad. de l'anglais par Christine Le Boeuf), Souvenirs de l'avenir, Arles, Actes Sud, 2019, 336 p. (ISBN 978-2-330-12580-6). Elsa von Freytag-Loringhoven est un des personnages du livre.